# Remo Tellini
Remo Tellini (Franca, 11 de outubro de 1972) é um cavaleiro brasileiro. Ele representou o Brasil na modalidade hipismo nos Jogos Olímpicos de Verão de 2004. 